# Damaturu

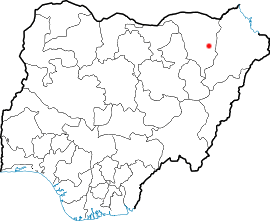
Damaturus läge i Nigeria.

Damaturu är en stad i nordöstra Nigeria. Den är administrativ huvudort för delstaten Yobe och har ungefär 250 000 invånare (2006).